# Roesbrugge-Haringe
Roesbrugge-Haringe (vls. Roesbrugge-Oarienge) – dzielnica (deelgemeente) miasta Poperinge w Belgii, w Regionie Flamandzkim, w prowincji Flandria Zachodnia, w okręgu Ieper. 1 stycznia 2020 roku liczyła 1016 mieszkańców. Do 31 grudnia 1976 samodzielna gmina.

## Demografia
Liczba mieszkańców, stan na 1 stycznia:
| Rok                | 1930 | 1947 | 1961 | 2020 |
| ------------------ | ---- | ---- | ---- | ---- |
| Liczba mieszkańców | 1741 | 1703 | 1586 | 1016 |